# Mörttjärnarna (Gåxsjö socken, Jämtland)
Mörttjärnarna är en sjö i Strömsunds kommun i Jämtland och ingår i Indalsälvens huvudavrinningsområde.